# ناثانيل بيفيرلي تاكر (صحفي)
ناثانيل بيفيرلي تاكر (بالإنجليزية: Nathaniel Beverley Tucker)‏ هو صحفي ودبلوماسي أمريكي، ولد في 8 يونيو 1820، وتوفي في 4 يوليو 1890.